# 주아성
주아성(1982년 12월 13일 ~ )은 대한민국 배우이다.

## 학력
- 선문대학교 사회체육학과

## 작품 목록

### 드라마
- 《아름다운 나의신부》 (2015년, OCN)
- 《사랑 주파수 37.2》 (2014년, MBC Every1)
- 《구암 허준》 (2013년, MBC) - 구태훈 역
- 《내 딸 서영이》 (2012년, MBC) - 박재희 역
- 《성균관 스캔들》 (2010년, KBS2) - 남명식 역
- 《시루섬》 (2009년, CBS)
- 《아내의 유혹》 (2008년, SBS)
- 《한국사 전》 (2007년, KBS1) - 정조 역

### 영화
- 《연애의 기술》 (2013년) - 현석 역
- 《아름다운 동행》 (2009년)
- 《화검영화》 (2009년)
- 《선데이 펀치》 (2009년)

### 연극
- 《그남자 그여자》 (2010년) - 영훈 역
- 《프라미스》 (2007년)
- 《별을 수놓는 여자》 (2007년)
- 《가시고기》 (2006년)

### 뮤직비디오
- 그루브캠프 - Cry For (2008년)